# Pilz (entreprise)
Pour les articles homonymes, voir Pilz.
 (avril 2017).
Si vous disposez d'ouvrages ou d'articles de référence ou si vous connaissez des sites web de qualité traitant du thème abordé ici, merci de compléter l'article en donnant les références utiles à sa vérifiabilité et en les liant à la section « Notes et références ».
Pilz GmbH & Co. KG est une société dans le domaine des techniques d'automatismes de sécurité qui s'est développée en tant que fournisseur de solutions complètes pour les techniques de commande et de sécurité. 
En plus du siège à Ostfildern, en Allemagne, la société Pilz est représentée au niveau international par le biais de 42 filiales et partenaires commerciaux et compte plus de 2.504 salariés (2024).

## Histoire
Hermann Pilz fonda en 1948 à Esslingen une entreprise de soufflage du verre. Dans les premières années d'après-guerre, l'entreprise s'est concentrée sur la fabrication d'appareils en verre pour le secteur médical et de relais au mercure pour les applications industrielles. Dans le domaine électronique, la tendance est à la miniaturisation; Pilz se spécialise principalement dans les relais temporisés en plus des systèmes de commande et des blocs logiques. En 1968, Pilz ouvre ses premières filiales en Autriche, en France et en Suisse. Son offre de produits s'étoffe avec des automates programmables. En 1970, Pilz développe le premier relais de commande bimanuelle, qui deviendra un standard et fera de Pilz le premier fabricant de blocs logiques électroniques industriels.
En 1987, Pilz développe le bloc logique de sécurité « PNOZ ». Dans les années 90, l'entreprise poursuit son internationalisation en Europe, en Amérique du Nord et en Asie. En 1994 est fondée la première filiale hors d'Europe aux États-Unis, suivie en 1997 de la filiale asiatique au Japon, et en 1998, de la filiale Sud Américaine au Brésil. Le système de Management Qualité Pilz a été certifié selon DIN EN ISO 9001:2008. Le système de commande configurable et modulaire PNOZmulti a été lancé sur le marché en 2002 et les capteurs de sécurité sans contact codés sont commercialisés en 2004. En 2006, Pilz développe le premier système de caméras de sécurité en 3 Dimensions SafetyEYE; puis en 2009, le système de commande configurable PNOZmulti Mini et le système d'automatismes PSS 4000. 2010 est l'année du lancement des appareils pour la surveillance de câbles, PLIDdys. 
L'entreprise investit environ 20,1 % (2024) de son chiffre d'affaires dans la Recherche et le Développement.

## Structure de la société
Pilz GmbH & Co.KG est une entreprise familiale détenue à 100 % par les familles Pilz et Kunschert. Fin 2017, Renate Pilz, alors présidente du groupe, a quitté la direction de l’entreprise. Depuis 2018, Susanne Kunschert, associée gérante, et Thomas Pilz, associé gérant, assurent conjointement la direction.

## Produits
Les gammes de produits qui composent l'offre de Pilz GmbH & Co. KG :
Capteurs
- Appareils pour la surveillance de position
- Capteurs de sécurité
- Systèmes de sécurité pour protecteurs mobiles
- Dispositifs de protection optoélectroniques
- Systèmes de caméras de sécurité

Technique de commande
- Appareils pour la surveillance de câbles
- Relais de mesure électrique
- Relais de sécurité fonctionnelle
- Systèmes de commande configurables
- Systèmes de commande programmables
- Périphérie décentralisée
- Outil de calcul pour la vérification de la sécurité fonctionnelle

Technique d'entraînements Motion Control
- Systèmes de commande Motion Control
- Variateurs de puissance
- Moteurs
- Logiciels

Systèmes de commande et de visualisation
- Organes et signaux de commande
- Terminaux de commande

Logiciels
- Ateliers logiciels et outils logiciels
- Logiciels d'applications

## Système d'automatismes PSS 4000
Le système d'automatismes PSS 4000 est constitué de différents composants matériels et logiciels ainsi que du réseau Ethernet en temps réel SafetyNET p et des composants de réseaux correspondants. 
- Systèmes de commande
- Modules d'entrées/sorties
- Composants Réseaux
- Plate-forme logicielle

## Prestations de services
Conseil et ingénierie:
- Appréciation des risques
- Concept de sécurité
- Validation
- Conception de sécurité
- Intégration de systèmes
- Accompagnement au marquage CE
- Evaluation internationale de la conformité
- Analyse de la sécurité du parc machines
- Inspection des dispositifs de protection

Formations:
- Formations sur la sécurité des machines
- Formations sur les produits

## Secteurs d'activités
- Technique d'emballage
- Automobile
- Métallurgie / Presse
- Énergie éolienne
- Technique de chauffe
- Technique de manutention
- Transports
- Logistique
- Industrie sidérurgique
- Industrie des semi-conducteurs
- Industrie du plastique et du caoutchouc
- Remontées mécaniques / Aéroports
- Industrie ferroviaire

## Sites
La société Pilz GmbH & Co. KG est présente sur tous les continents par le biais de 40 filiales et partenaires commerciaux. Ses filiales se trouvent dans les pays suivants  :
Allemagne, Autriche, Suisse, France, Belgique, Danemark, Finlande, Irlande, Italie, Pays-Bas, Pologne, Portugal, Russie, Suède, Espagne, Turquie, Royaume-Uni, États-Unis, Canada, Brésil, Japon, Chine, Corée du Sud, Australie, Nouvelle-Zélande, Mexique, Inde, Luxembourg.

## Certifications
- Norme de Management de la Qualité DIN EN ISO 9001: 2008
- DAkkS

## Adhésions
- Safety Network International e.V.
- Verband Deutscher Maschinen- und Anlagenbau
- Zentralverband Elektrotechnik- und Elektronikindustrie
- Verband der Bahnindustrie
- Gimélec